# 전통성년행사
전통성년행사는 경기도 연천군에서 개최하는 축전이다.

## 참여대상
- 성년례 참가자 : 당해년 만 19세가 되는 남·여(30명)
- 성년례의식 참관(견학) : 청소년, 학생 등

## 진행절차
- 개회식→성년례식→폐회식

## 행사설명
성년자 뿐만 아니라 청소년들에게 교훈과 올바른 가치관을 심어줄 수 있도록 관내 고등학교 학생들이 관람하게 함 우리 전통 문화에 대한 관심의 확산과 자치 단체, 향교, 문화원, 사회 단체 등에서 성년례(식)의 필요성에 대한 인식과 공감대가 형성되고 있어 조상 대대로 이어져 내려오는 우리 고유의 전통 성년례를 거행함으로써 청소년들에게 교훈과 올바른 가치관을 심어주고, 전통 문화를 계승·발전시키고자 함 - 『성년의 주간』(5. 20∼5. 26)에 맞추어 성년례 거행.